# Franz Rösler (Heimatforscher)
Franz Rösler (* 23. November 1871 in Tetschen, Österreich-Ungarn; † 3. Januar 1946 in Wilthen) war ein deutscher Lehrer und Heimatschriftsteller.

## Leben und Wirken
Er wuchs im sächsischen Sebnitz auf und ging in Pirna auf die Realschule. Danach besuchte er ab 1887 das katholische Lehrerseminar in Bautzen und war ab 1892 als Hilfslehrer in Reichenau in Sachsen tätig.
Ab 1896 arbeitete Rösler als ständiger Lehrer in Leipzig. 1908 kehrte er für immer in die Oberlausitz zurück, wo er in Schirgiswalde als Lehrer und später als Direktor an der katholischen Schule wirkte. Dort wurde er 1922 zum Mitgründer des Heimat- und Geschichtsvereins. Auf ihn gegen beispielsweise die geschnitzten und bunt bemalten Wegweiser im Ort zurück. Er beschäftigte sich viel mit Heimatgeschichte und -dichtung und veröffentlichte mehrere Heimatschriften.

## Schriften (Auswahl)
- „Der Eckensteher“ – Geschichten aus der Lausitz. Aurora/Dresden-Weinböhla 1919.
- „Grenzgeschichten“ – Erzählungen aus dem sächsisch-böhmischen Grenzgebiete. Verlag der Oberlausitzer Heimatzeitung, Reichenau (Sachsen) 1922.
- „Rund ums Zollhaus!“ – Allerlei Erzählungen aus dem sächsisch-böhmischen Grenzgebiete. Verlag der Oberlausitzer Heimat-Zeitung, Reichenau i.S a. 1922.
- Geschichten aus einer kleinen Republik. A. Marx, Reichenau i. Sa.